# دينيس تيرينتييف
دينيس تيرينتييف (الروسية: Дени́с Серге́евич Тере́нтьев) (13 أغسطس 1992 بسانت بطرسبرغ في روسيا - ) هو لاعب كرة قدم روسي في مركز الدفاع. لعب مع توم تومسك وزينيت سانت بطرسبرغ ونادي روستوف وFC Zenit-2 Saint Petersburg ‏.

## وصلات خارجية
- دينيس تيرينتييف على موقع قاعدة بيانات كرة القدم.إي يو (الإنجليزية)
- دينيس تيرينتييف على موقع Soccerway.com (الإنجليزية)
- دينيس تيرينتييف على موقع عالم كرة القدم.نت (الإنجليزية)
- دينيس تيرينتييف على موقع AS.com (الإسبانية)